# Eilean Dubh Mòr
Pour les articles homonymes, voir Eilean Dubh et Eilean Mòr.
Eilean Dubh Mòr est une île du Royaume-Uni située en Écosse.